# Planchonella eerwah
Pouteria eerwah là một loài thực vật có hoa trong họ Hồng xiêm. Loài này được (F.M.Bailey) P.Royen miêu tả khoa học đầu tiên năm 1957.